# Michel Vauzelle
Michel Vauzelle (Montélimar, 15 agosto 1944) è un politico francese, membro del Partito Socialista.

## Biografia
Avvocato, dal giugno 1969 al luglio 1972 è uno dei consiglieri del primo ministro Jacques Chaban-Delmas. Nel 1976 aderisce al Partito Socialista e nel 1977 è eletto consigliere comunale di Arles. Dal 1980 è uno dei principali collaboratori di François Mitterrand candidato alla presidenza della Repubblica. Dopo l'elezione di quest'ultimo nel maggio 1981, è nominato portavoce dell'Eliseo, incarico che manterrà fino al 1986 quando è eletto deputato all'Assemblée Nationale.
È deputato dal 1986 al 1993, dal 1997 al 2002 e dal 2007.
Dall'aprile 1992 al marzo 1993 è guardasigilli, ministro della giustizia nel governo di Pierre Bérégovoy.
Vice presidente del consiglio generale di Bouches-du-Rhône dal 1992 al 1997.
Sindaco di Arles dal 1995 al 1998, vicesindaco fino al 2001.
Eletto presidente del consiglio regionale della Provenza-Alpi-Costa Azzurra nel 1998, rieletto nel 2004 e nel 2010, non si ripresenta alle elezioni regionali del 2015.